# Dervish Ali Khan

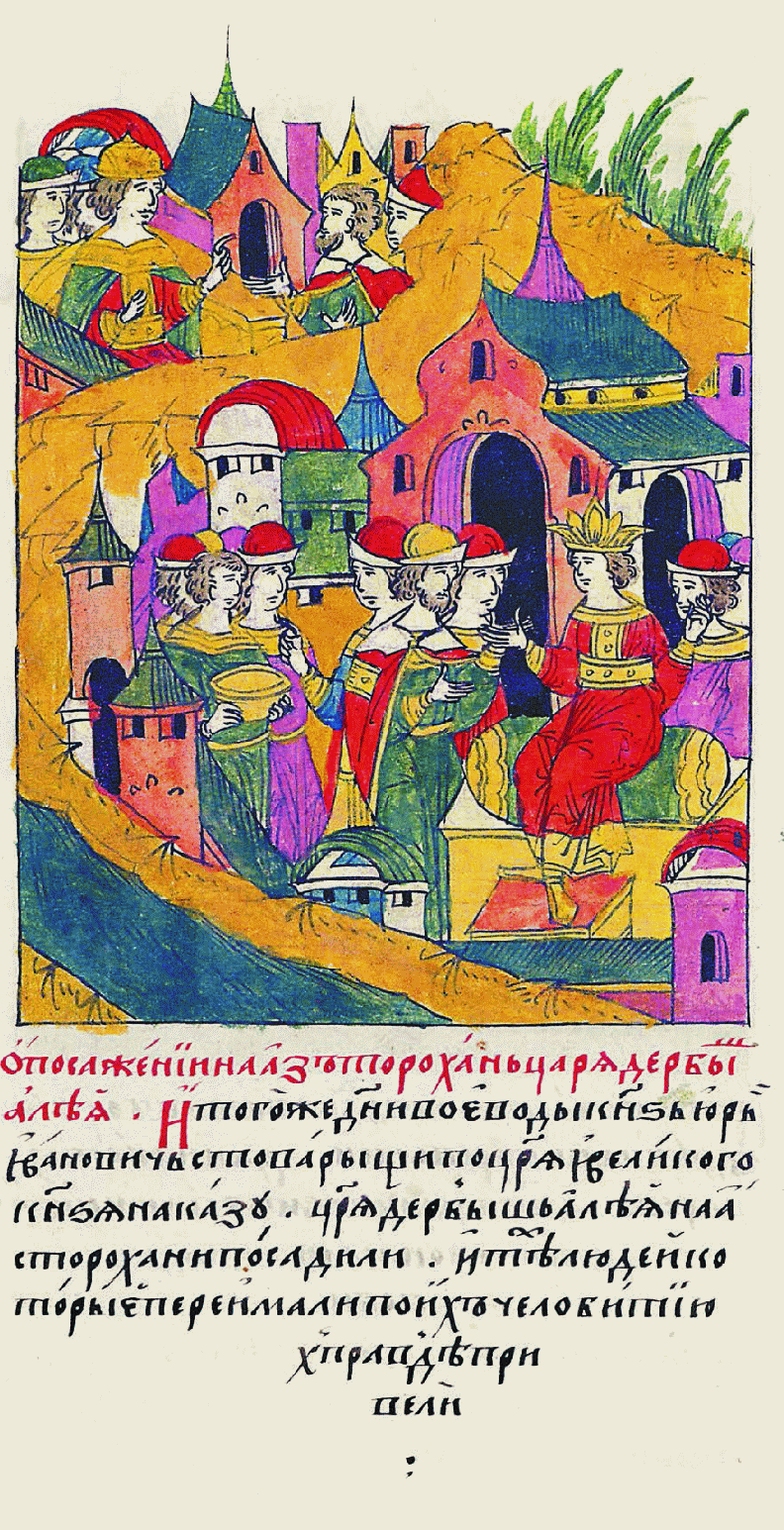
Dervish Ali assiégé à Astrakhan (Chronique illustrée d'Ivan le Terrible - XVIe siècle)

Dervish Ali, Dervis Ali, Derbysh Ali, Darwish Ghali ou Därwiş Ğäli хан (en tatar Дәрвиш Гали хан, en russe Дервиш-Али) est le dernier Khan d'Astrakhan de 1554 à 1556.
Dervish Ali serait le descendant (peut-être le petit-fils) de Ahmed, khan de la Horde d'or.
Il gouverne une première fois le khanat d'Astrakhan de 1537 à 1539 avant d'être chassé du pouvoir par Abdul Rahman. Dervish se réfugie alors en Russie où il est mentionné en 1548, avant de rejoindre les Nogaïs en 1549. Il revient en Russie en 1551 et reçoit Zvenigorod en apanage.
En 1554, avec l'aide de troupes russes, Dervish remonte sur le trône d'Astrakhan et devient vassal du tsar Ivan le Terrible mais, soupçonné de comploter avec le Khanat de Crimée pour se débarrasser de la tutelle russe, il est attaqué par le tsar ; assiégée, Astrakhan est prise et incendiée en 1556. Dervish se réfugia d'abord à Azov puis à La Mecque.